# Damga
Damga fou un regne de la regió del riu Senegal.
Al segle xvi Colli Tenguella (+ 1586) va dominar el Futa. N'Guénar es diu que va resistir 7 anys, Boseya i Laao tres anys i Damga un any sencer. La conquesta iniciada el 1520 es va acabar vers 1532. Colli Tenguella va agafar el títol de Satigui, va instal·lar la seva capital à Toumbéré Guingué i va fundar el regne de Denanke (Déniankobé).
El 1776 el «partit marabútic» —designat així per analogia sense ser realment un partit d'aquesta tendència purament— va aconseguir el seu objectiu que era acabar amb el domini de la dinastia Tenguella de Denanke. Suleymaan Baal fou la personalitat més destacada de la massa de musulmans irredemptistes, però no volia el poder per a si mateix, potser sabent que la seva mort estava propera (de fet va morir el 1778) o per modèstia i realisme. Les províncies que esdevenien ara musulmanes eren d'oest a est el Dimar, el Tooro, el Laao, els Yirlaaɓe-Hebyaaɓe, el Boseya, el Ngenaar i el Damga. El poder doncs va restar de facto vacant fins al 1778 quan finalment fou entronitzat el primer almamy (imam o emir al-Muuminin que vol dir Comandant dels Creients) del Futa Toro, però amb aquest país tanmateix com una federació teocràtica, emirat o imamat (almamiat). El país va tenir 51 almamys.
L'imamat va durar una mica més d'un segle si bé a partir de 1859 (amb l'almamy Raasin Mamadu Wahabu), el Futa fou desmembrat pels francesos i va quedar reduït a la província del Laao, l'única on l'almami tenia poder, mentre que el Dimar fou agregat a la colònia del Senegal i el Damga, Boseya i Tooro van conservar una certa autonomia.
Els tractats del 20 de setembre de 1859 estipulaven que França reconeixia Elfeki Mahmadou com a cap responsable del país de Damga entre Gaol a l'oest i Dembankané a l'est. El títol d'elfeki existia ja en temps dels Deniyankoobé. El títol va persistir. L'elfeki fou una de les cinc dignitats del Futa que va participar en l'elecció de l'imam quan fou elegit almamy Abdoul Kader Kane (1778).
El Futa Toro del final del període colonial va quedar constituït pels dos departaments: Podor i Matam, tocant al riu Senegal i a l'estepa del Ferlo amb 25.093 km². Cadascun tenia quatre districtes (arrondissements) que cobrien les antigues regions tradicionals:
- Dimar (capital Cile-Bubakar)
- Tooro (capital Njum)
- Laao (capital actuel Kaskas)
- Yirlaaɓe (capital Saldé)
- Bosseya (capital Cilony)
- Ngenaar (capital Wuro Soogi)
- Damga (capital Kanel).

El 1957 Damga es va dividir en dos districtes amb una capital pel segon districte que fou Semme.